# Mỹ Lai
Mỹ Lai is een dorp in de centrale kuststrook van Vietnam. Mỹ Lai is een onderdeel van xã Tịnh Khê, in het district Sơn Tịnh, provincie Quảng Ngãi.
De plaats is vooral bekend vanwege het bloedbad van Mỹ Lai, waarbij op 16 maart 1968 Amerikaanse soldaten Vietnamese burgers vermoordden. Ook vrouwen en kinderen werden vermoord. De anti-Amerikaanse gevoelens groeiden nadat er veel onschuldige slachtoffers waren gevallen.